# Mai dire Gol
Mai dire Gol è stato un programma televisivo della Gialappa's Band trasmesso su Italia 1 dal 18 novembre 1990 al 25 febbraio 2001. Il programma era, all'inizio, l'applicazione al calcio della telecronaca comica e surreale già sperimentata dalla Gialappa's a Mai dire Banzai (per i filmati dello show giapponese Takeshi's Castle, per certi versi simile a Giochi senza frontiere) ma anche nelle telecronache delle vecchie partite dei mondiali a Mai dire Mundial in onda fra maggio e giugno del 1990 e cioè pochi mesi prima, le quali ebbero un buon successo di ascolto.
Sicuramente il programma più conosciuto del trio, era incentrato sugli errori, le gaffe e gli atteggiamenti buffi di alcuni giocatori e allenatori di calcio nella giornata appena trascorsa di Serie A, ma anche di campionati esteri. Andava inizialmente in onda di domenica in versione ridotta e, a partire dalla stagione 1992-93 fino quella del 1996-97, anche di lunedì con Mai dire Gol del Lunedì (rispettivamente definite dalla Gialappa's "versione pillola" e "versione supposta"). Il successo fu tale che il format, caratterizzato dalle voci di sottofondo della Gialappa's che commentano quanto accade in video o interagiscono con i personaggi in studio, è stato riadattato per altri programmi diversi (Mai dire TV, Mai dire Maik, Mai dire Grande Fratello, ecc.), sempre commentati dal trio comico.

## Il programma

La Gialappa's Band, storici autori e conduttori del programma.

La prima puntata andò in onda il 18 novembre 1990 alle ore 22:00 ed ebbe un ascolto di 1.549.000 telespettatori, nonostante l'assenza di Marco Santin (il quale si era rotto una gamba il giorno prima dell'esordio). Nelle sue prime due edizioni, durava circa mezz'ora e andava in onda in seconda serata (dalle ore 22, poi gradualmente posticipato fino a cominciare alle 23:30, in rari casi oltre la mezzanotte). Consisteva unicamente in una serie di filmati aventi come voce di campo i sarcastici commenti dei tre membri della Gialappa's (a cui si aggiungeva spesso la voce di Peo Pericoli alias Teo Teocoli) preceduti ad inizio puntata dal resoconto della Gialappa's della giornata di campionato appena trascorsa, con l'aiuto di Cippa Lippa, personaggio del quale compariva solo la mano, che scriveva i risultati, aggiornava la classifica e compilava la schedina di giornata.
Con le edizioni a seguire, la versione del lunedì ebbe sempre maggior risalto, diventando una sorta di varietà e vetrina per personaggi comici emergenti - o bisognosi di rilancio - accostati a comici affermati.
Il programma ha così riscosso un grande successo, grazie soprattutto alla vena comica, che ha potuto contare sui tanti personaggi susseguitisi negli anni: Teo Teocoli, Gene Gnocchi, Marco Milano, Antonio Albanese, Aldo, Giovanni e Giacomo, Marina Massironi, Simona Ventura, Bebo Storti, Claudio Lippi, Paolo Rossi, Riccardo Pangallo, Corrado Guzzanti, Francesco Paolantoni, Paolo Hendel, Walter Fontana, Daniele Luttazzi, Giobbe Covatta, Sabrina Ferilli, Serena Dandini, Claudia Gerini, Alessia Marcuzzi, Ellen Hidding, Manuela Arcuri, Claudio Bisio, Fabio De Luigi, Paola Cortellesi, Maurizio Crozza, Luciana Littizzetto, Ugo Dighero, Gioele Dix, Luca e Paolo, Gabriella Germani e Gennaro & Luis ovvero Gennaro Curcio e Luigi Rota (due anziani signori) e molti altri.
Elio e le Storie Tese, anche loro spesso presenti in studio, soprattutto nelle prime edizioni, contribuirono a realizzare sigle del programma (dalla stagione 1992-1993 a quella 1996-1997). Diversi brani di Elio e le Storie Tese che hanno fatto da colonna sonora ai programmi della serie Mai dire Gol sono contenuti nell'album Peerla, uscito nel 1998.
A ogni edizione il cast di comici si arricchiva di qualche elemento nuovo o affermato e ne perdeva altrettanti, ma la conduzione del programma è sempre stata affidata alle voci fuori campo di Marco Santin, Carlo Taranto e Giorgio Gherarducci. Il format del programma, con il passare degli anni, si è concentrato sempre meno sul calcio e sempre più sul lato comico e così da Mai dire Gol sono nate le altre e molteplici serie del Mai dire... L'edizione del 2001 è stata l'ultima ad utilizzare il nome Mai dire Gol.
Mai dire Gol è diventato col tempo un programma di successo per il suo format originale: il nutrito gruppo di comici e il commento fuori campo della Gialappa's non è mai caduto nell'anonimato grazie anche alla dinamicità del programma e ai vari cambiamenti nello stile dello studio, dei comici, dei presentatori e delle varie rubriche.

### Rubriche
A proposito di rubriche, va ricordato come le titolazioni delle stesse siano spesso diventate così popolari da diventare dei veri e propri modi di dire nella comunità degli appassionati:
- A grande richiesta: rubrica che riproponeva i filmati più richiesti dal pubblico a casa. Talvolta posta come classifica, la rubrica andava spesso in onda alla fine di ogni edizione. La canzone di sottofondo era Human Wheels di John Mellencamp.
- All'improvviso uno sconosciuto: serie di filmati in cui i protagonisti sbagliavano a dire il nome o cognome di una persona di cui stavano parlando, storpiandolo o confondendolo con qualcun altro.
- Amarcord: filmati d'archivio della Rai e di Fininvest dove venivano mostrati gli errori dei giornalisti sportivi (il più delle volte di 90º minuto). Nei primi tempi la rubrica era posta sotto forma di ipotetico concorso dove venivano mostrate tre vecchie figurine e veniva richiesto al pubblico di indovinare quale delle tre rappresentava il personaggio contemporaneo mostrato inizialmente in video. La canzone che introduceva la rubrica era inizialmente Montagne verdi di Marcella Bella, poi successivamente fu Mi ritorni in mente di Lucio Battisti.
- Calcio internazionale: una serie di filmati in cui venivano mostrate le papere più clamorose nei campionati calcistici non solo europei ma di tutto il mondo. Vi era anche la rubrica Calcio inglese, campionato spesso preso di mira dalla Gialappa's (la cui squadra preferita era il Crystal Palace) e da Peo Pericoli che aveva come idolo il calciatore del Wimbledon John Fashanu da lui chiamato "la personcina".
- Didomenica: rubrica riguardante il meglio delle gaffe delle trasmissioni sportive, sia nazionali che locali, della domenica di campionato appena trascorsa. La canzone che introduceva la rubrica era Domenica bestiale di Fabio Concato.
- Fenomeni parastatali: una sorta di speciale su determinati calciatori stranieri che acquistati per cifre astronomiche o semplicemente molto attesi, si rivelavano invece dei brocchi: l'effetto comico era dato dall'accostamento tra i titoli osannanti delle pubblicazioni sportive e le dimostrazioni dello scarsissimo rendimento di questi calciatori. Alla fine di ogni servizio veniva mostrato uno strampalato modo in cui questi giocatori venivano rispediti a casa o verso la loro nuova squadra.
- I gol: filmati dei gol della giornata di campionato appena trascorsa commentati dal trio. La canzone di sottofondo era Human Wheels di John Mellencamp.
- Il gollonzo della settimana: una serie di filmati, scelti con l'aiuto del pubblico da casa tramite telefonate in redazione, in cui venivano mostrate una serie di reti segnate in modo bizzarro o grazie a clamorose «papere» dei giocatori, definiti dalla Gialappa's per l'appunto "gollonzi, ovvero i gol più... stupidi", termine in seguito saltuariamente usato anche nel gergo calcistico. Nelle prime edizioni la rubrica era chiamata Il gollonzo della giornata, mentre a fine edizione la rubrica cambiava nome in Il gollonzo dell'anno dove veniva stilata una classifica dei gol più rocamboleschi della stagione. Iconico il "gollonzo del secolo" segnato da Brügger del Brixen, nella partita Brixen-Anaune.
- Indovina cosa ha detto: veniva mandato in onda un filmato senza audio di un giocatore o allenatore che imprecava. La Gialappa's chiedeva al pubblico cosa potesse aver detto il personaggio provando a leggere il labiale e fornendo tre opzioni che per assonanza si avvicinavano al labiale ma che non c'entravano nulla nel contesto. In premio all'ipotetico vincitore andava un inutile oggetto. La canzone che introduceva la rubrica era Il lazzo di Gianni Mazza.
- Ipse dixit: veniva proposto un filmato di un'intervista dove l'intervistato faceva un discorso senza né capo né coda e di difficile comprensione. Al termine del filmato veniva mandato in sovrimpressione il discorso, scritto in tempo reale, come se fosse battuto a macchina. Il nome della rubrica, tradotto dal latino, significa lui stesso l'ha detto.
- L'edicola di Mai dire: la Gialappa's passava in rassegna alcuni quotidiani sportivi soffermandosi in particolare sulle pagelle dei giocatori riferite alle recenti giornate di campionato. Rubrica per certi versi simile a Fenomeni parastatali.
- L'editoriale di Mai dire Gol: veniva mandato in onda un filmato nel quale un personaggio parlava di un avvenimento accaduto nell'ultima giornata di campionato, causticamente commentato dalla Gialappa's. Nelle edizioni più recenti la rubrica prendeva il nome solo de L'editoriale.
- Le interviste possibili: la rubrica in cui venivano messi alla berlina calciatori, allenatori e giornalisti, raccoglieva le improbabili interviste fatte dai giornalisti a personalità sportive segnate da errori grammaticali, strafalcioni o interferenze esterne che rendevano difficile l'intervista stessa.
- La grande sfida: rubrica a cadenza annuale dove la Gialappa's, tramite una raccolta di filmati, faceva sfidare due personaggi a colpi di errori lessicali decretandone poi il vincitore. Tra i vari personaggi comparsi nella rubrica vi furono: Luca Giurato, Marina Sbardella, Marco Betello e Silvio Berlusconi.
- La perla: Il filmato più divertente della settimana a giudizio della Gialappa's. Nelle prime edizioni il nome della rubrica era La perla della settimana. La canzone che introduceva la rubrica era La più bella del mondo di Marino Marini.
- Le ultime parole famose: previsioni completamente errate di alcune personalità soprattutto sportive. L'effetto comico era dato dall'accostamento di titoli di giornale o filmati riportanti tali dichiarazioni e la realtà dei fatti, ben diversa da quella profetizzata. La canzone che introduceva la rubrica era Parole parole di Mina.
- Ma chi se ne importa: interviste a personalità calcistiche dove si parlava del più e del meno, ad eccezione del calcio.
- Mai dire nazionale: divertenti filmati riguardanti la nazionale azzurra tra cui interviste e papere in campo.
- Mai dire sport: rubrica che mostrava le papere commesse dai giocatori in svariati sport oltre a mostrare le discipline sportive più assurde, come il calcio in bicicletta.
- Mai dire TV: filmati provenienti da programmi televisivi riguardanti errori e momenti divertenti o imbarazzanti, commentati dalla Gialappa's. Il nome della rubrica si rifà alla trasmissione Mai dire TV, da loro condotta tra il 1991 e il 1993.
- Non solo Mameli: rubrica musicale dove venivano mostrate canzoni o proposte di inni per le squadre calcistiche da musicisti dilettanti o comunque curiosi.
- Piccole antenne crescono: filmati estrapolati da trasmissioni locali, il più delle volte a carattere sportivo, riguardanti situazioni curiose e divertenti che interessano conduttori e ospiti in studio dovute in parte alla loro poca esperienza in ambito televisivo.
- Pippero: classifica dei giocatori, divisi per ruolo, con la peggior media-voto; il nome della rubrica riprende una nota canzone di Elio e le Storie Tese.
- Questo lo segnavo anch'io: serie di filmati dove venivano mostrati i gol clamorosamente sbagliati dai giocatori. Alla fine di ogni campionato veniva stilata la classifica dei giocatori con più gol mancati. La canzone introduttiva della rubrica era La leva calcistica della classe '68 di Francesco De Gregori oppure Walk of Life dei Dire Straits. Vi era anche la rubrica parallela Questo lo paravo anch'io, riguardante però gli errori dei portieri, con relativa classifica finale che aveva come canzone che introduceva la rubrica 6/1/sfigato degli 883.
- Se questo è un uomo: rubrica che prendeva di mira un personaggio a causa dei suoi discorsi senza né capo né coda oppure per i numerosi errori grammaticali e strafalcioni lessicali.
- Sopra la panca: la rubrica che mostrava un allenatore in panchina ripreso durante una partita di Serie A della giornata appena conclusa con il commento irriverente della Gialappa's.
- Telebim bum bam: rubrica riguardante curiosità di vario genere dove venivano analizzate demenzialmente in dettaglio. Il nome della rubrica richiamava chiaramente il noto contenitore di programmi per bambini Bim Bum Bam.
- Tutto il calcio minuto per minuto: montaggi audio della storica trasmissione radiofonica volti a creare discorsi assurdi tra i conduttori della trasmissione stessa. Per facilitare la comprensione della rubrica venivano mandate in onda le foto delle persone che stavano parlando ed inoltre la Gialappa's non commentava. La rubrica era introdotta dalla sigla del programma radiofonico.
- Un uomo, un perché: filmati con discorsi e dichiarazioni incongruenti, contorti o semplicemente strampalati di personalità del calcio e dello sport. La rubrica talvolta mutava nome in base al contesto o al soggetto in questione.
- Vai col liscio: banali tocchi di palla mancati clamorosamente detti "lisci" e commentati dalla omonima musica romagnola con relativi suoni di sottofondo aggiunti e la immancabile musichetta. Vi era anche Lisci di periferia, che riguardava "lisci" commessi nei campionati minori.
- Videobocs: rubrica che si rifaceva a Videobox, programma di Rai 3 di fine anni 1980. Veniva piazzata una telecamera fissa all'interno di una stanza chiusa dentro alla quale si alternavano vari giocatori di una squadra di Serie A che si esibivano in imitazioni e interpretazioni originali.
- W la Rai: filmati di errori dei giornalisti della Rai nei programmi sportivi. La canzone che introduceva la rubrica era Viva la Rai di Renato Zero. Vi erano anche altre versioni della rubrica che riguardavano le altre reti televisive come W Telemontecarlo, W Telepiù e W la Fininvest.

## Edizioni

### Prima edizione (1990-91)
- Inizio: 18 novembre 1990
- Fine: 26 maggio 1991
- Conduttori: Gialappa's Band con Teo Teocoli

### Seconda edizione (1991-92)
- Inizio: 1º settembre 1991
- Fine: 31 maggio 1992
- Conduttori: Gialappa's Band con Teo Teocoli

Compare per la prima volta la sigla, realizzata da Andrea De Marchi e Matteo Bonsanto. La puntata finale va in onda il 31 maggio con il titolo Il meglio di Mai dire Gol.

### Terza edizione (1992-93)
- Inizio: 6 settembre 1992
- Fine: 7 giugno 1993
- Conduttori: Gialappa's Band con Teo Teocoli e Gene Gnocchi

Note: Dal 5 ottobre 1992, il programma si sdoppia e nasce Mai dire Gol del Lunedì in onda ogni lunedì dalle ore 22:30 (anche se l'orario era piuttosto variabile) per un'ora circa e con gli stessi conduttori dell'edizione domenicale. La sigla era Amico uligano degli Elio e le Storie Tese.
Durante questa edizione, il programma della domenica si accorcia da 30 a 15 minuti con la denominazione di Mai dire Gol - Pillole (o Pillole di Mai dire Gol).
Compaiono le prime animazioni che introducono le varie rubriche del programma, con il personaggio di Eritreo Cazzulati, ideato dalla matita del fumettista Enzo Lunari.

### Quarta edizione (1993-94)
- Inizio: 29 agosto 1993
- Fine: 2 maggio 1994
- Conduttori: Gialappa's Band e Teo Teocoli

Teo Teocoli (a sinistra) e Antonio Albanese (a destra) nei panni, rispettivamente, di Peo Pericoli ed Epifanio.

Mai dire Gol del Lunedì inizia il 4 ottobre 1993. La sigla era Sunset Boulevard degli Elio e le Storie Tese.
Da questa edizione Gene Gnocchi lascia il programma a causa di incomprensioni con la Gialappa's Band, mentre arrivano Antonio Albanese e Marco Milano.

### Quinta edizione (1994-95)
- Inizio: 4 settembre 1994
- Fine: 5 giugno 1995
- Conduttori: Gialappa's Band, Teo Teocoli e Simona Ventura

Mai dire Gol del Lunedì inizia il 24 ottobre 1994. La sigla era La cinica lotteria dei rigori degli Elio e le Storie Tese.
Da questa edizione si aggiunge al cast anche il trio Aldo, Giovanni e Giacomo

### Sesta edizione (1995-96)
- Inizio: 27 agosto 1995
- Fine: 20 maggio 1996

Simona Ventura.

- Conduttori: Gialappa's Band, Teo Teocoli (fino al 27 novembre), Claudio Lippi (dal 4 dicembre) e Simona Ventura

Mai dire Gol del Lunedì inizia il 23 ottobre 1995. La sigla era Il concetto di banana degli Elio e le Storie Tese.
Da questa edizione entrano nel cast i comici Bebo Storti, Raul Cremona, Francesco Paolantoni, Claudio Bisio e Marina Massironi.
Appaiono in singole puntate anche Paolo Hendel, Corrado Guzzanti, Paolo Rossi, Alessandro Bergonzoni, Giobbe Covatta, Marco Della Noce e Daniele Luttazzi. Lascia il programma Antonio Albanese, mentre Teo Teocoli abbandona improvvisamente poche ore prima di iniziare a registrare la puntata del 4 dicembre 1995 in seguito a ripetute incomprensioni con la Gialappa's Band, venendo sostituito da Claudio Lippi a partire dalla stessa puntata. Lascia il cast a circa metà edizione anche Marco Milano. L'ultima puntata della domenica va in onda il 19 maggio 1996 col nome Il meglio di Mai dire Gol, mentre l'ultima del lunedì il 20 maggio col nome di Speciale Mai dire Gol del Lunedì. L'anteprima del programma era chiamata Quelli che aspettano... Mai dire Gol.
Esordisce anche la band del programma, guidata da Angie Brown, chiamata dalla Gialappa's Tripudio Intestinale, con la quale si esibiva spesso un ospite musicale che veniva invitato in trasmissione.

### Settima edizione (1996-97)
- Inizio: 8 settembre 1996
- Fine: 8 giugno 1997
- Conduttori Mai dire Gol del Lunedì: Gialappa's Band, Claudio Lippi e Sabrina Ferilli (fino all'11 novembre, il 13 e 27 gennaio e il 24 marzo), Serena Dandini (il 18 novembre), Luana Ravegnini (il 2 e 9 dicembre), Kim Forbes (il 16 e 23 dicembre), Claudia Gerini (il 20 gennaio), Alba Parietti (il 3 febbraio), Alessia Marcuzzi (il 17 febbraio e il 10 marzo), Mara Venier (il 24 febbraio), Claudia Koll (il 3 marzo), Elenoire Casalegno (il 17 marzo), Simonetta Martone (il 7 aprile) e Simona Ventura (il 14 aprile)
- Conduttori Mai dire Gol della Domenica: Gialappa's Band, Simona Ventura e Raul Cremona

Mai dire Gol del Lunedì inizia il 21 ottobre 1996 e termina il 14 aprile 1997. La sigla del lunedì era Balla coi barlafüs di Elio e le Storie Tese, mentre quella della domenica era Viva el goleador, rivisitazione in chiave lirica di Stadium, di Oscar Prudente, sigla di Domenica Sprint.
Da questa edizione i servizi sul calcio sono concentrati tutti nella puntata di domenica che viene anticipata intorno alle 20:15, per la durata di 30 minuti, col nuovo nome di Mai dire Gol della Domenica, per poi essere allungata ad un'ora dal 20 aprile quando terminò la serie di puntate del lunedì. La puntata del 3 febbraio 1997 viene vista da 3.520.000 spettatori con share del 26,40%, la più seguita fino ad allora. L'ultima puntata della stagione va in onda con il nome di Il meglio di Mai dire Gol per un'ora e mezza in seconda serata. Vi era anche un'anteprima del programma, Quelli che aspettano... Mai dire Gol.
Paolo Hendel e Daniele Luttazzi entrano nel cast fisso dei comici dopo qualche apparizione della stagione precedente mentre Giobbe Covatta appare sporadicamente. In questa stagione, per ogni puntata del lunedì, è stato ospite un diverso cantante o gruppo che ha cantato insieme alla band dei Tripudio Intestinale.

### Ottava edizione (1997-98)
- Inizio: 31 agosto 1997
- Fine: 17 maggio 1998
- Conduttori: Gialappa's Band, Gioele Dix[5], Claudio Bisio ed Ellen Hidding (dal 19 ottobre)

Da questa stagione Mai dire Gol del Lunedì non va più in onda, tornando dopo 5 anni alla sola puntata della domenica col nome di Mai dire Gol. La sigla era una parodia della pubblicità della Coca-Cola Light.
Fino al 5 ottobre dura solo 25/30 minuti, dalle 20:15 alle 20:45 ma dal 19 ottobre aumenta ad un'ora, fino alle 21:30. La puntata dell'11 gennaio 1998 viene vista da 3.516.000 spettatori con share del 13,32%, la più seguita da quando occupa la fascia della prima serata.
Il programma torna in onda dopo poco meno di un mese in occasione dei mondiali di calcio del 1998 col nome di Mai dire Gol - France 98, dal 7 giugno al 12 luglio, ogni domenica dalle 20:30 per mezz'ora, con la stessa conduzione delle puntate della stagione appena conclusa.
Molte novità dal punto di vista dei comici: entrano nel cast Ale e Franz, Luciana Littizzetto e i due nuovi conduttori Dix e Bisio, ma lasciano la trasmissione Aldo, Giovanni e Giacomo, Raul Cremona, Bebo Storti e Francesco Paolantoni.

### Nona edizione (1998-99)
- Inizio: 13 settembre 1998
- Fine: 23 maggio 1999
- Conduttori: Gialappa's Band, Ellen Hidding e Alessia Marcuzzi (il 13 settembre e dal 6 dicembre).

La sigla, nella versione lunga, era una parodia della pubblicità Levi's. Il programma va in onda per mezz'ora dalle 20:30 alle 21:00, venendo poi allungato dal 6 dicembre fino alle 21:30 per un'ora circa di trasmissione.
Entrano a far parte della trasmissione Fabio De Luigi, Maurizio Crozza e Ugo Dighero, ma lasciano il cast Paolo Hendel, Daniele Luttazzi e Ale e Franz.

### Decima edizione (2000)
- Inizio: 6 marzo 2000
- Fine: 22 maggio 2000
- Conduttori: Gialappa's Band, Ellen Hidding e Alessia Marcuzzi

Il nome del programma è Mai dire Gol 2000. La sigla, sostanzialmente, è la stessa della precedente stagione.
Il programma torna in onda dopo oltre nove mesi, per via degli impegni della Gialappa's nei nuovi Mai dire.... La novità è il ritorno alla seconda serata del lunedì, dalle 22:30/ 22.45 alle 23:45/23:55 per oltre un'ora. Vi era anche un'anteprima del programma, Quelli che aspettano... Mai dire Gol 2000.
Claudio Bisio lascia il programma, ma arriva Paola Cortellesi.

### Undicesima edizione (2001)
- Inizio: 11 gennaio 2001
- Fine: 25 febbraio 2001
- Conduttori: Gialappa's Band, Manuela Arcuri e Fabio De Luigi[13]

Il nome del programma è Mai dire Gol 2001.
Come la precedente edizione, anche questa si svolge in un solo anno solare anche se solo per un mese e mezzo. La nuova collocazione, inedita, è quella della prima serata del giovedì dalle 20:40 alle 22:45 per circa due ore di trasmissione. L'ultima puntata va in onda, per l'occasione, di domenica con la partecipazione delle letterine di Passaparola. L'anteprima è chiamata Aspettando... Mai dire Gol 2001.
Torna nel cast Paolo Hendel, mentre esordiscono Luca e Paolo e Dario Vergassola. Vi sono i ritorni di Paolo Rossi e Aldo, Giovanni e Giacomo, ma solo in singole puntate. Lascia il cast invece Luciana Littizzetto.
Questa è l'ultima edizione che va in onda col nome di Mai dire Gol, infatti dal gennaio 2002 nacque Mai dire Domenica, che ereditò buona parte del cast del predecessore mantenendo invariata la formula che univa comicità e sport.

## Il revival all'interno diMai dire G(2006)
Dal 22 gennaio al 14 maggio 2006 la Gialappa's conduce su Italia 1, dalle 19:00 alle 20:00, Mai dire G, nella cui parte centrale è presente un segmento di circa 20/30 minuti col nome di Mai dire Gol dove il trio commenta i filmati più divertenti della giornata di Serie A appena conclusa, proprio come i primi anni.

## Merchandising
- Dal 1996 vennero messi in vendita nelle cartolerie e nelle edicole i diari e i quaderni per gli anni scolastici 1996/1997 e 1997/1998 "firmati" Mai dire Gol, conditi con la classica irriverenza che contraddistingueva il programma. Erano infatti presenti, ad esempio, alcune delle frasi e gaffe pronunciate nelle rubriche del programma come Le interviste possibili oltre a svariate caricature.
- Nel 1997 L'Unità, su licenza della RTI, fece uscire in allegato con il quotidiano per la collana "Cabaret", due videocassette del programma, rispettivamente la 28ª puntata di Mai dire Gol dell'edizione 1995-96 e la 22ª puntata di Mai dire Gol del Lunedì dell'edizione 1996-97.

## Riconoscimenti
- 1991 - Premio regia televisiva come Miglior trasmissione sportiva
- 1993 - Telegatto come Miglior trasmissione sportiva
- 1993 - Premio regia televisiva come Miglior trasmissione sportiva
- 1994 - Premio regia televisiva categoria Top ten
- 1995 - Premio regia televisiva categoria Top ten
- 1995 - Telegatto come Miglior trasmissione sportiva
- 1996 - Premio regia televisiva come Miglior trasmissione sportiva per il pubblico
- 1996 - Telegatto come Miglior trasmissione sportiva
- 1997 - Premio regia televisiva categoria Top ten
- 1998 - Premio regia televisiva categoria Top ten